# Clémensat
Clémensat település Franciaországban, Puy-de-Dôme megyében. Lakosainak száma 121 fő (2022. január 1.). Clémensat Saint-Floret, Champeix, Montaigut-le-Blanc és Saint-Vincent községekkel határos.

## Népesség
A település népességének változása:
| Lakosok száma | 114  | 116  | 120  | 118  | 117  | 120  | 120  | 121  | 121  |
|               | 2013 | 2015 | 2016 | 2017 | 2018 | 2019 | 2020 | 2021 | 2022 |